# Comuna Cuci, Mureș
Cuci (în maghiară: Kutyfalva, în germană: Kokt) este o comună în județul Mureș, Transilvania, România, formată din satele Cuci (reședința), Dătășeni, După Deal, Orosia și Petrilaca.

## Demografie
Componența etnică a comunei Cuci
     Români (72,43%)
     Romi (12,75%)
     Maghiari (10,21%)
     Alte etnii (0%)
     Necunoscută (4,61%)
Componența confesională a comunei Cuci
     Ortodocși (77,85%)
     Reformați (9,11%)
     Penticostali (5,94%)
     Alte religii (2,36%)
     Necunoscută (4,73%)
Conform recensământului efectuat în 2021, populația comunei Cuci se ridică la 1.734 de locuitori, în scădere față de recensământul anterior din 2011, când fuseseră înregistrați 1.822 de locuitori. Majoritatea locuitorilor sunt români (72,43%), cu minorități de romi (12,75%) și maghiari (10,21%), iar pentru 4,61% nu se cunoaște apartenența etnică. Din punct de vedere confesional, majoritatea locuitorilor sunt ortodocși (77,85%), cu minorități de reformați (9,11%) și penticostali (5,94%), iar pentru 4,73% nu se cunoaște apartenența confesională.

## Politică și administrație
Comuna Cuci este administrată de un primar și un consiliu local compus din 11 consilieri. Primarul, Ilie Șuta[*], de la Partidul Social Democrat, este în funcție din 2016. Începând cu alegerile locale din 2024, consiliul local are următoarea componență pe partide politice:
|  | Partid                                 | Consilieri | Componența Consiliului | Componența Consiliului | Componența Consiliului | Componența Consiliului |
|  | -------------------------------------- | ---------- | ---------------------- | ---------------------- | ---------------------- | ---------------------- |
|  | Partidul Social Democrat               | 4          |                        |                        |                        |                        |
|  | Partidul Național Liberal              | 3          |                        |                        |                        |                        |
|  | Uniunea Democrată Maghiară din România | 1          |                        |                        |                        |                        |
|  | Alianța pentru Unirea Românilor        | 1          |                        |                        |                        |                        |
|  | Alianța Dreapta Unită                  | 1          |                        |                        |                        |                        |
|  | Partidul PRO România                   | 1          |                        |                        |                        |                        |

## Atracții turistice
- Biserica de lemn din Cuci
- Biserica reformată din Cuci, construcție secolul al XV-lea
- Castelul Degentfeld din satul Cuci, secolul al XIX-lea
- Cripta Degentfeld.

## Personalități născute aici
- Romul Moldovan (1884 - 1942), învățător și deputat în Marea Adunare Națională de la Alba Iulia.

## Imagini

Localizarea comunei în județul Mureș
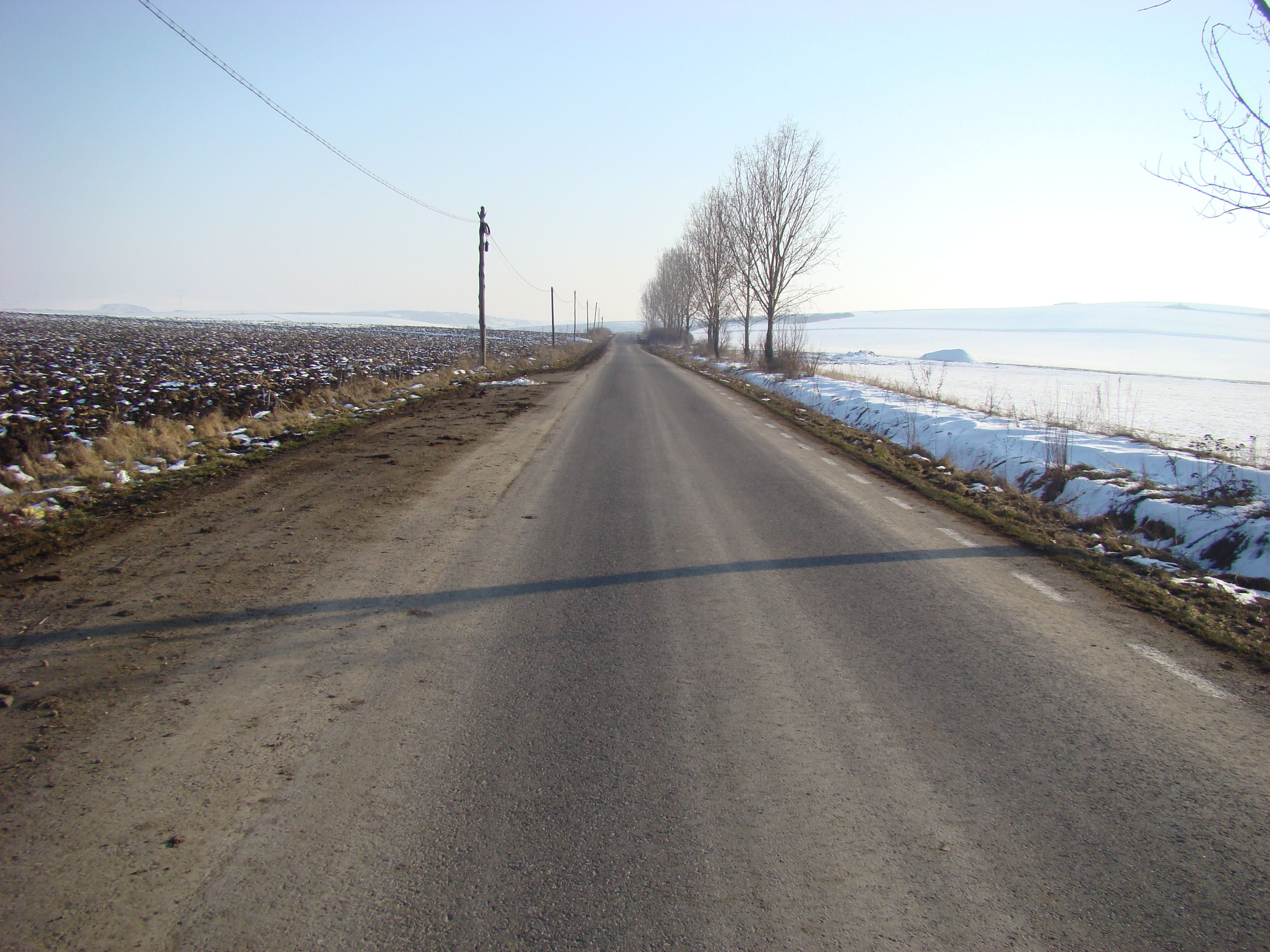
Drumul Cuci-Petrilaca
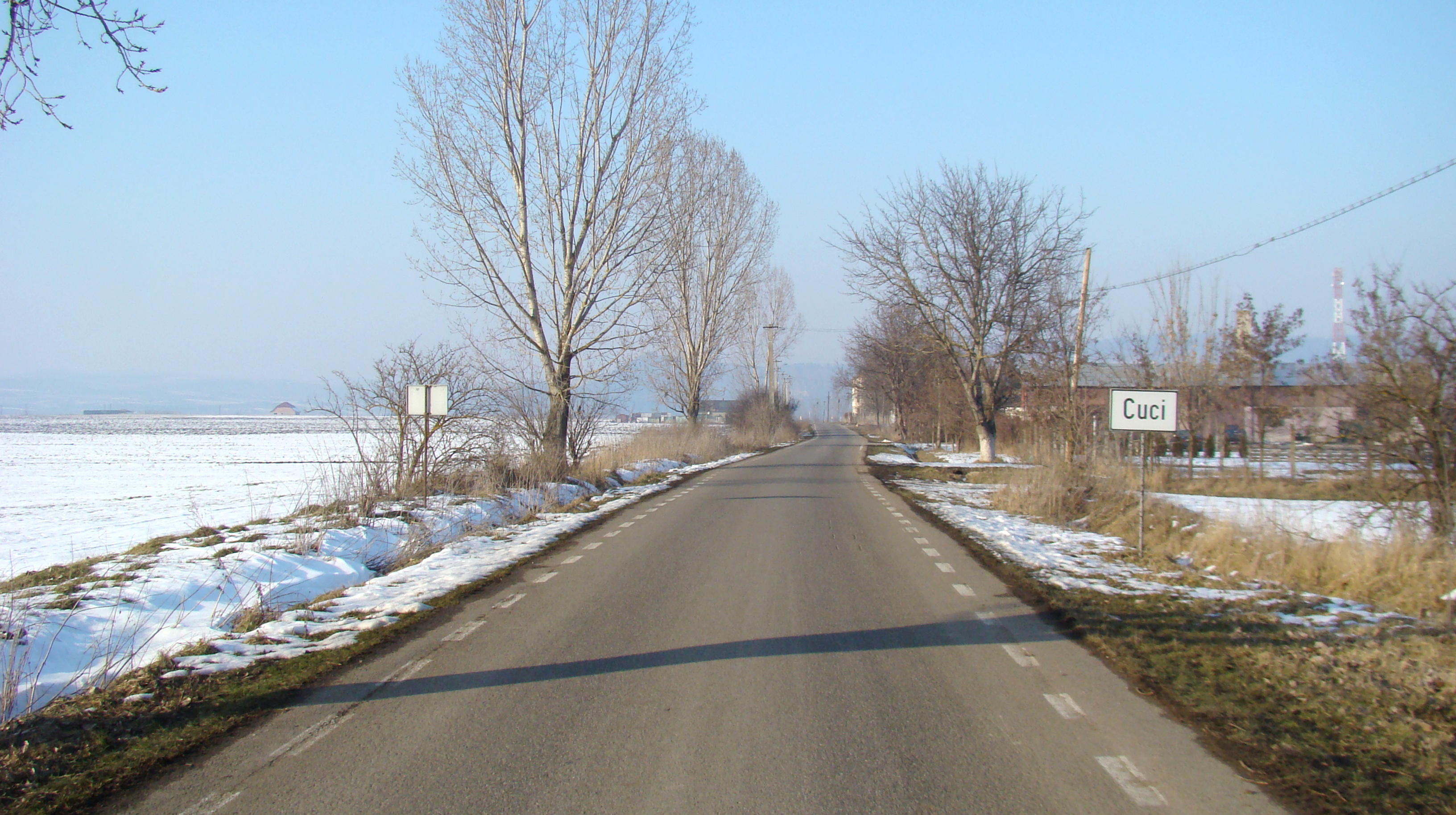
Intrarea în localitate
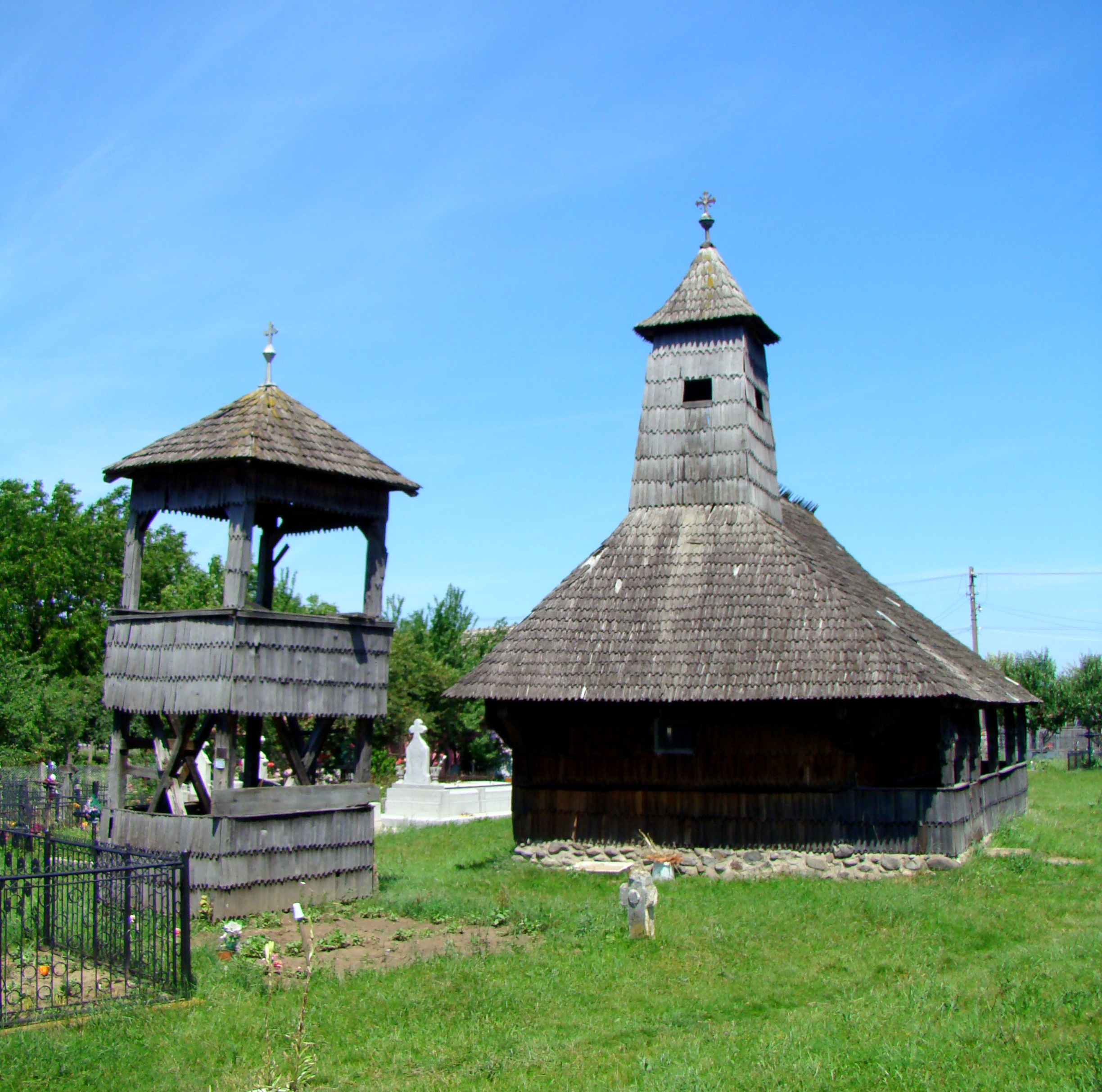
Biserica de lemn (monument istoric)
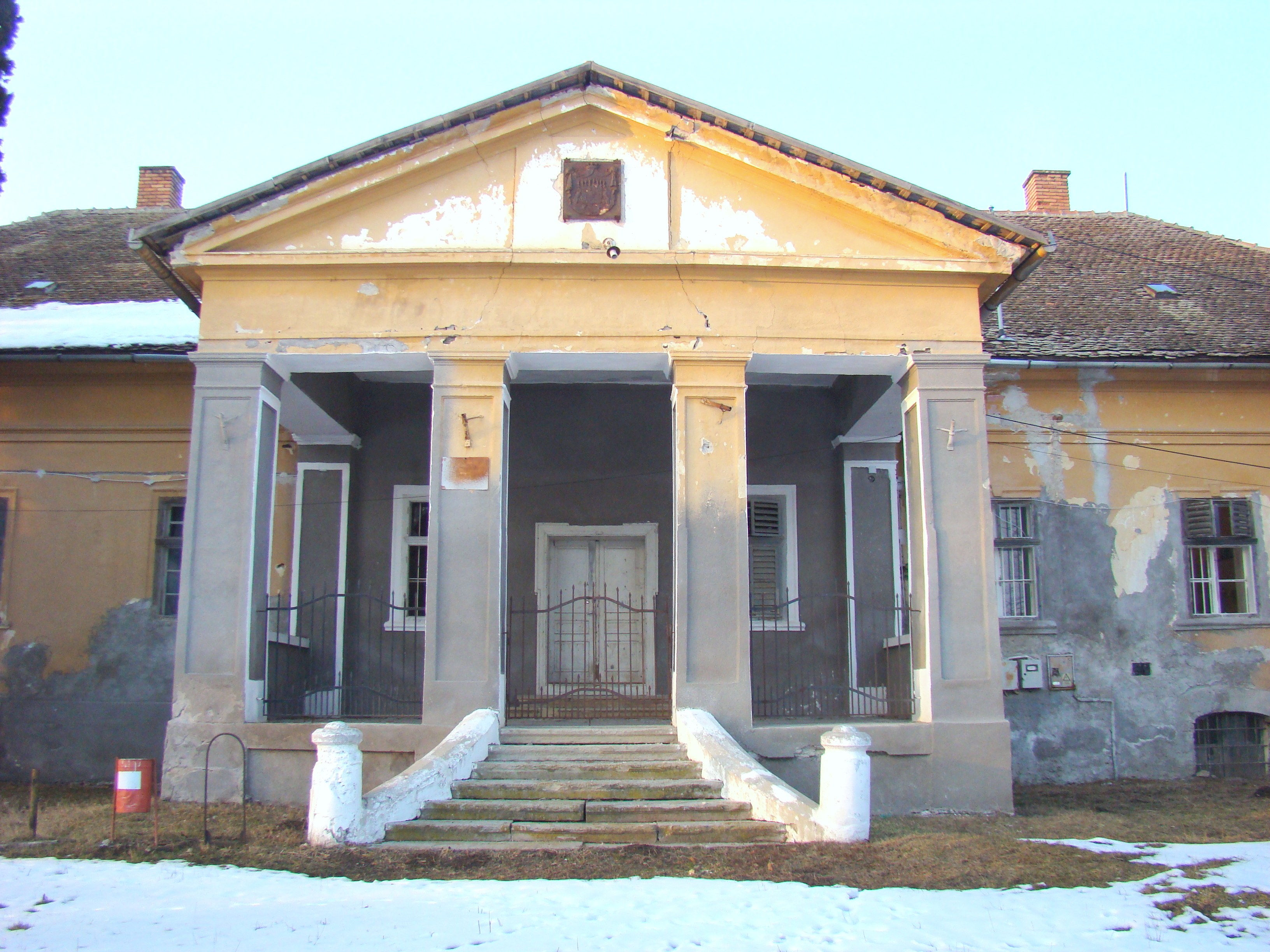
Castelul Degenfeld din Cuci (monument istoric)
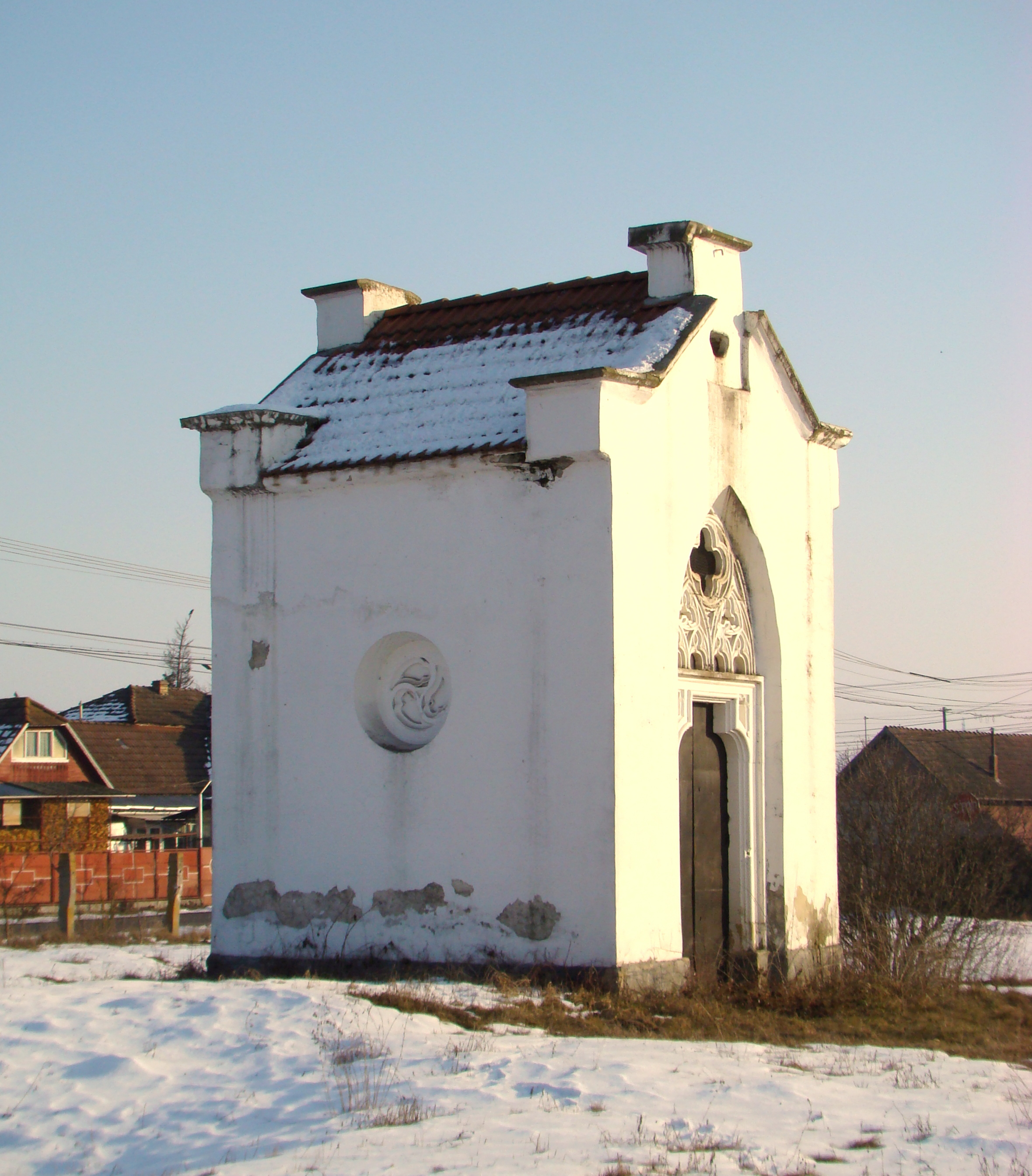
Cripta Degenfeld din Cuci (monument istoric)
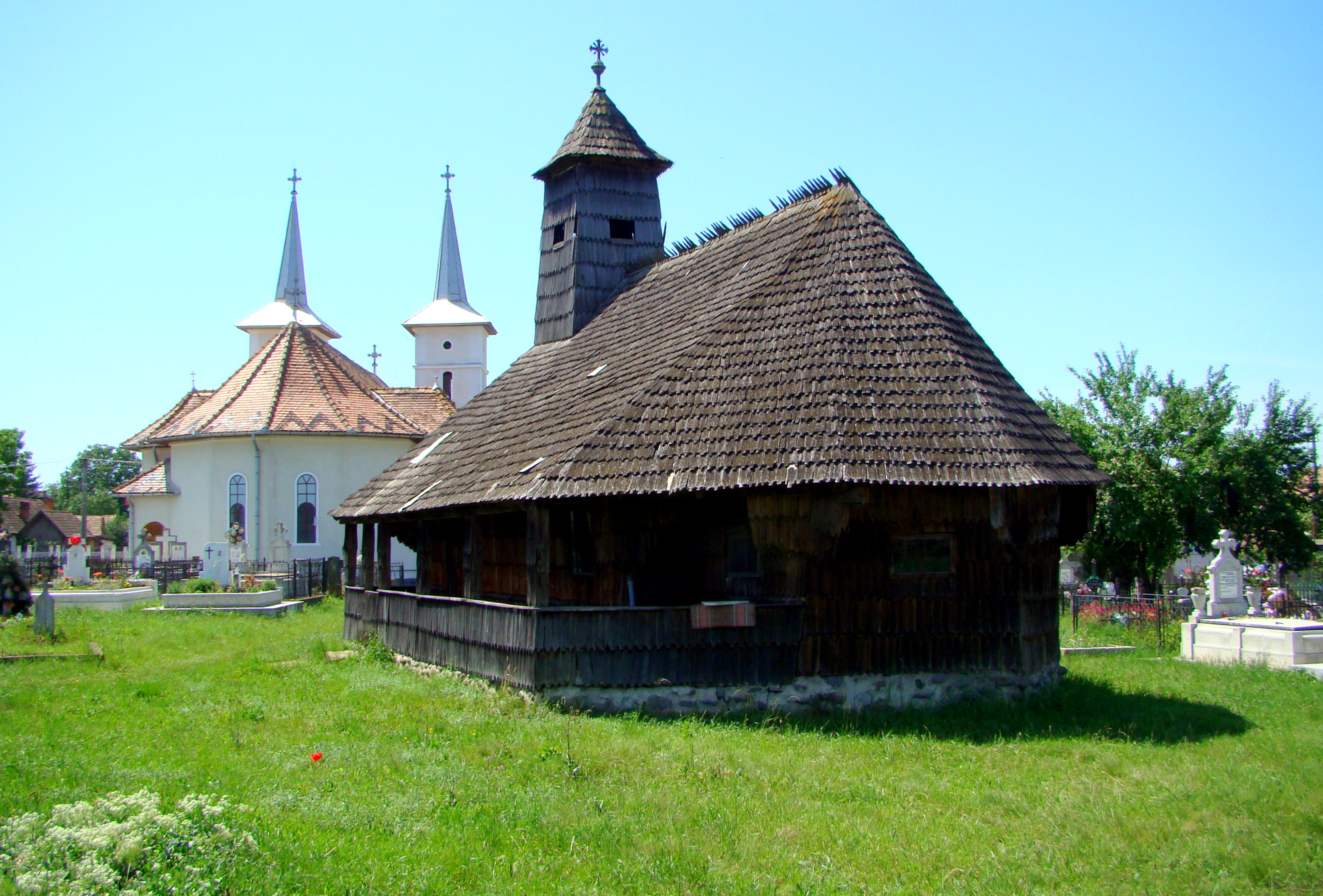
Bisericile românești din Cuci
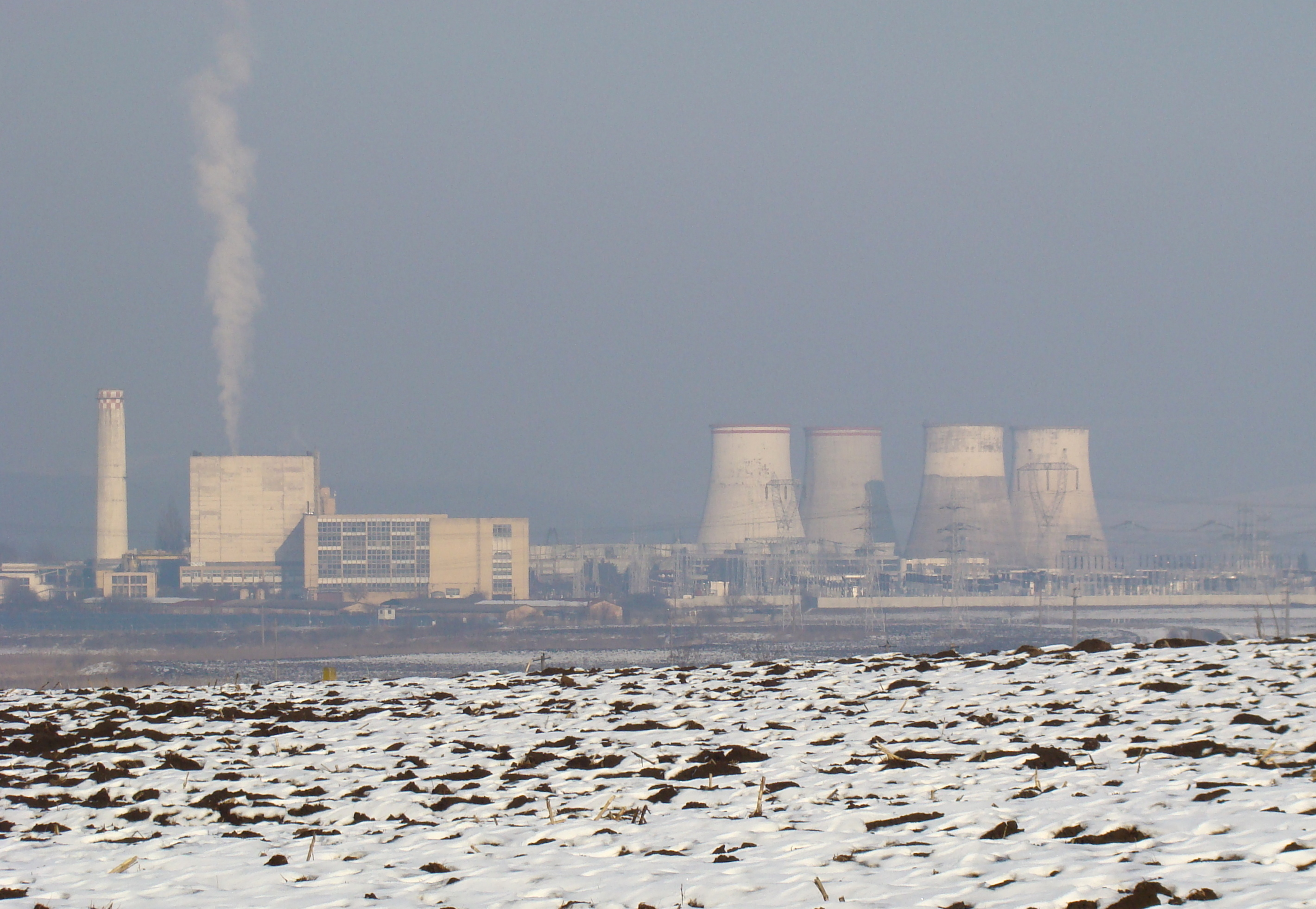
Termocentrala
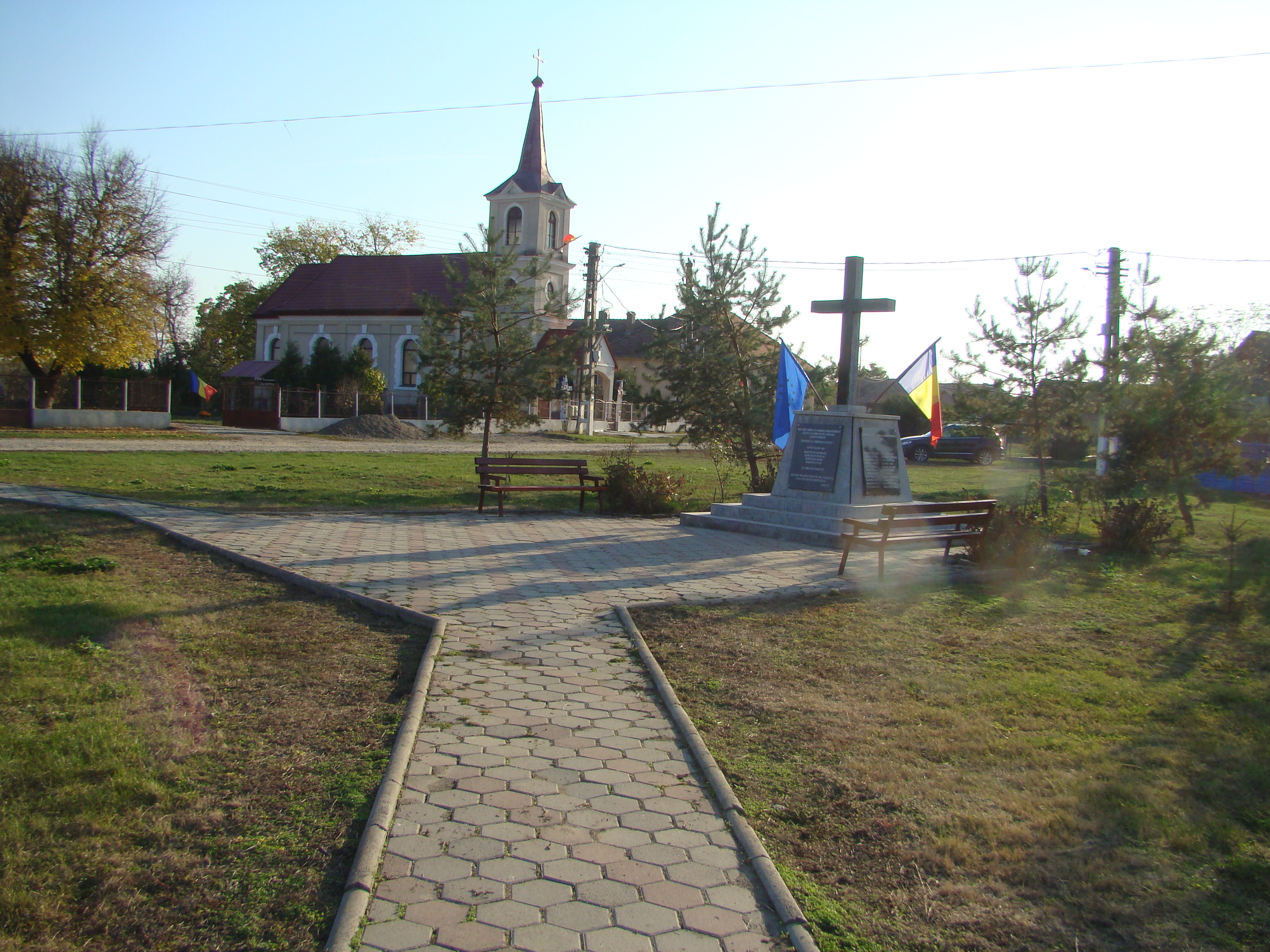
Dătășeni
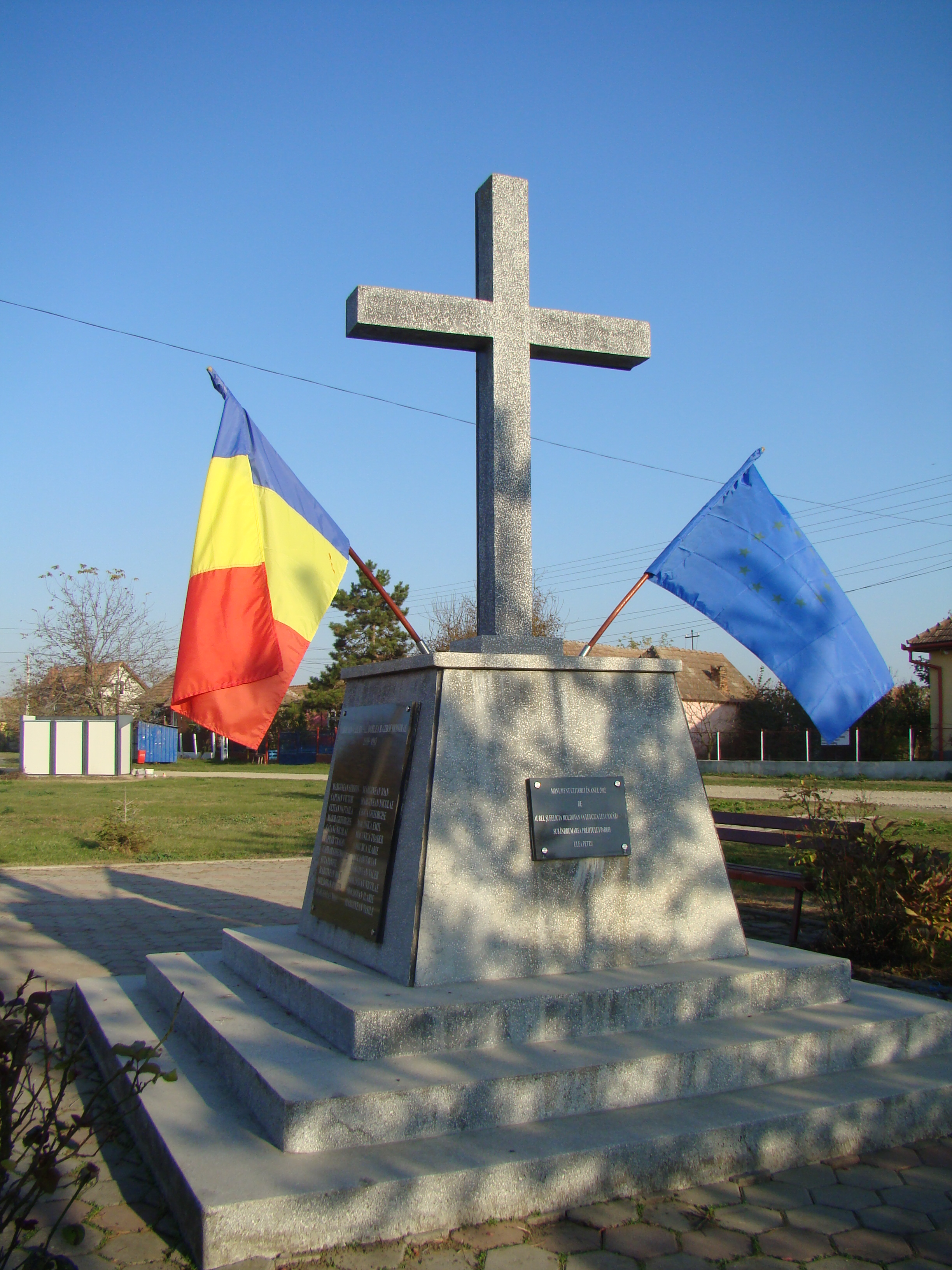
Monumentul eroilor
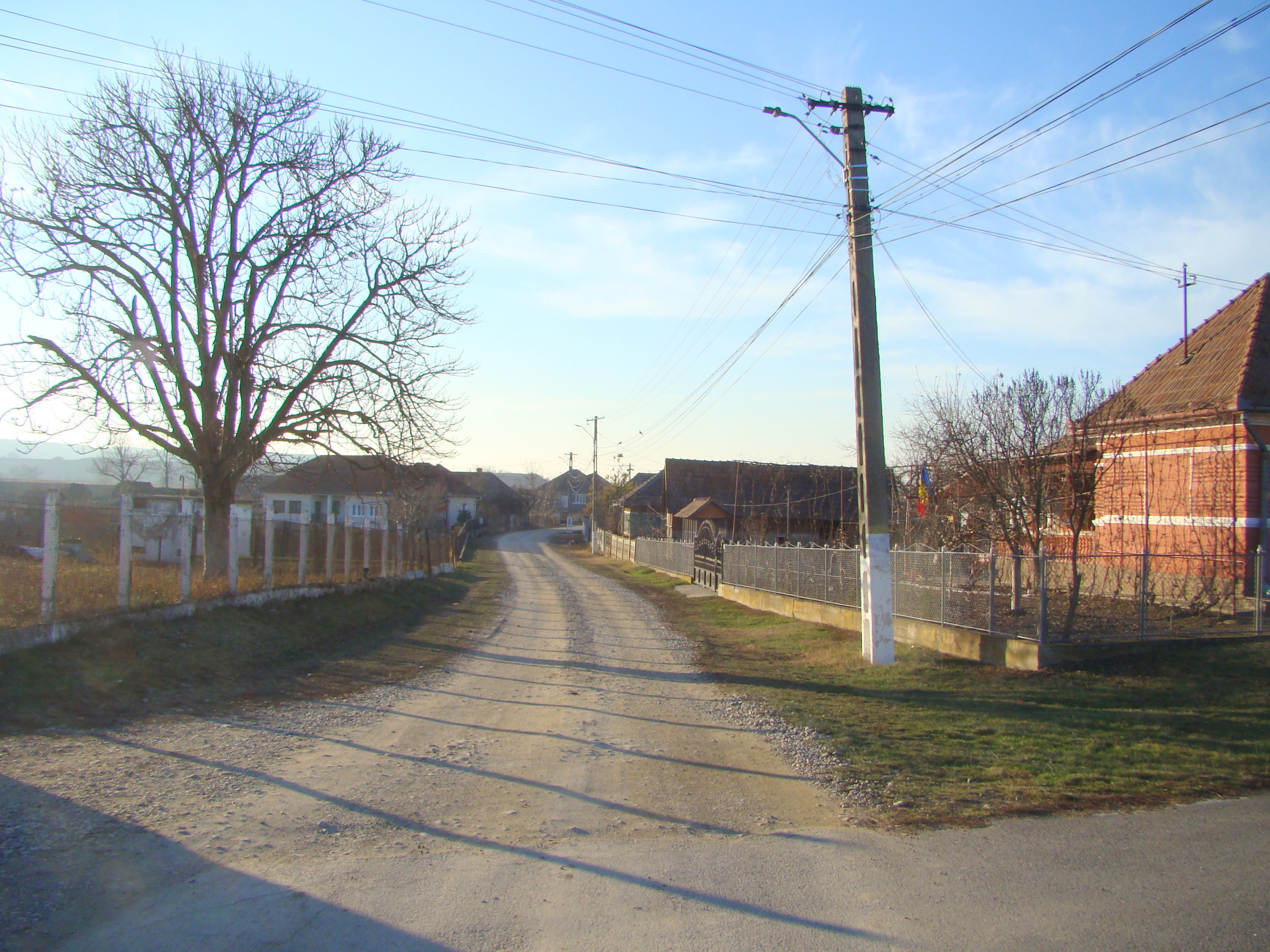
Orosia
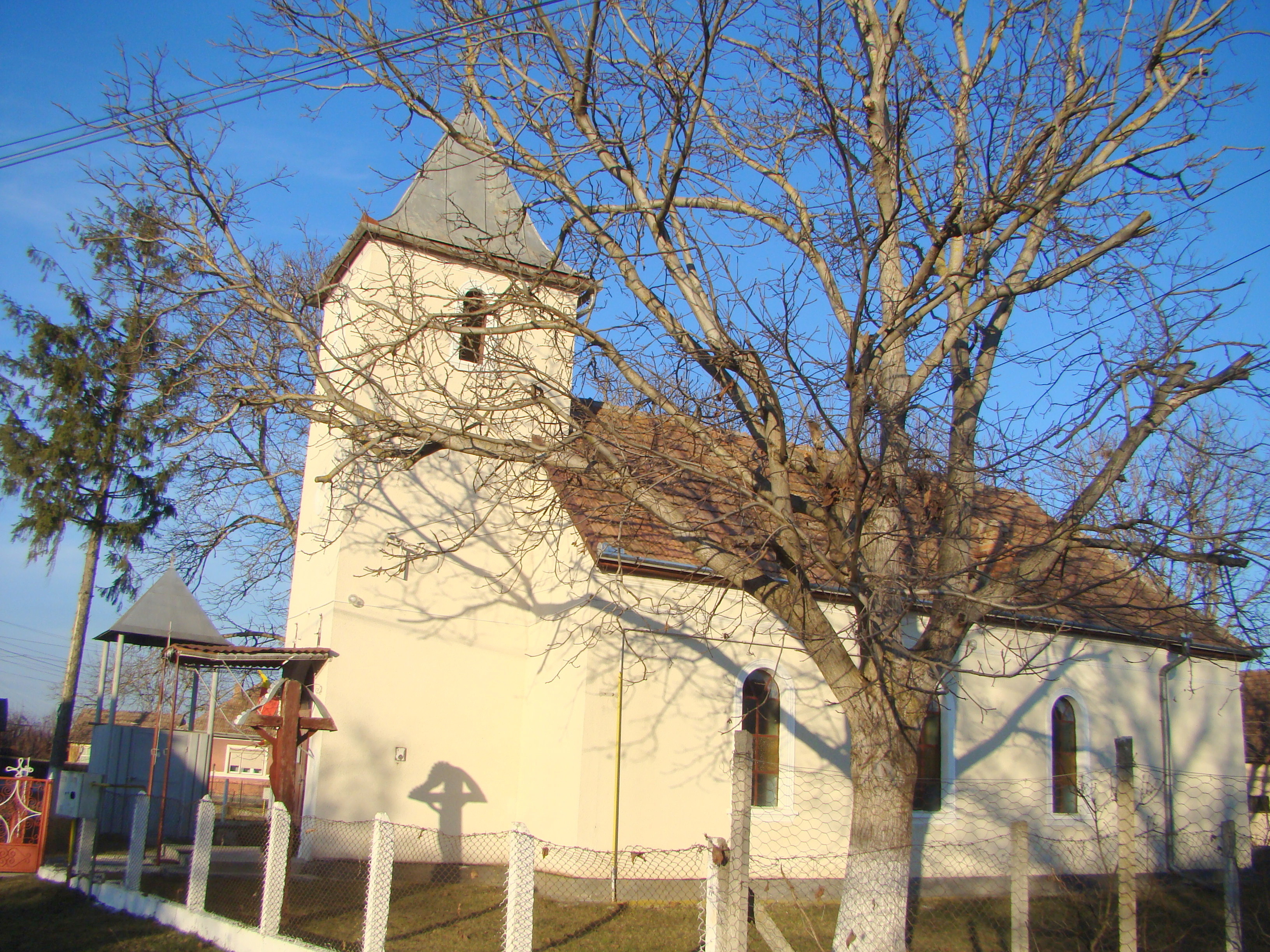
Biserica
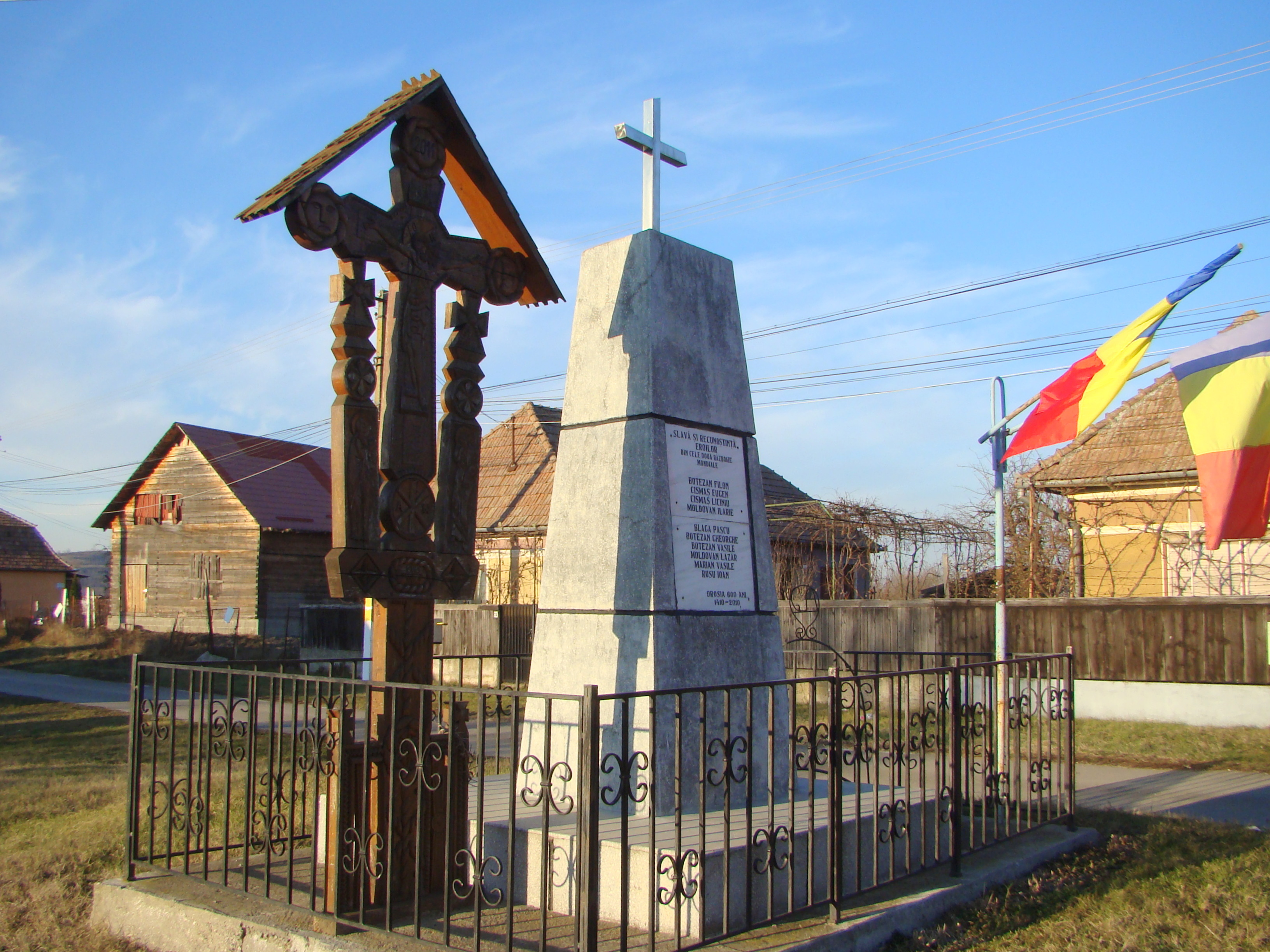
Monumentul eroilor
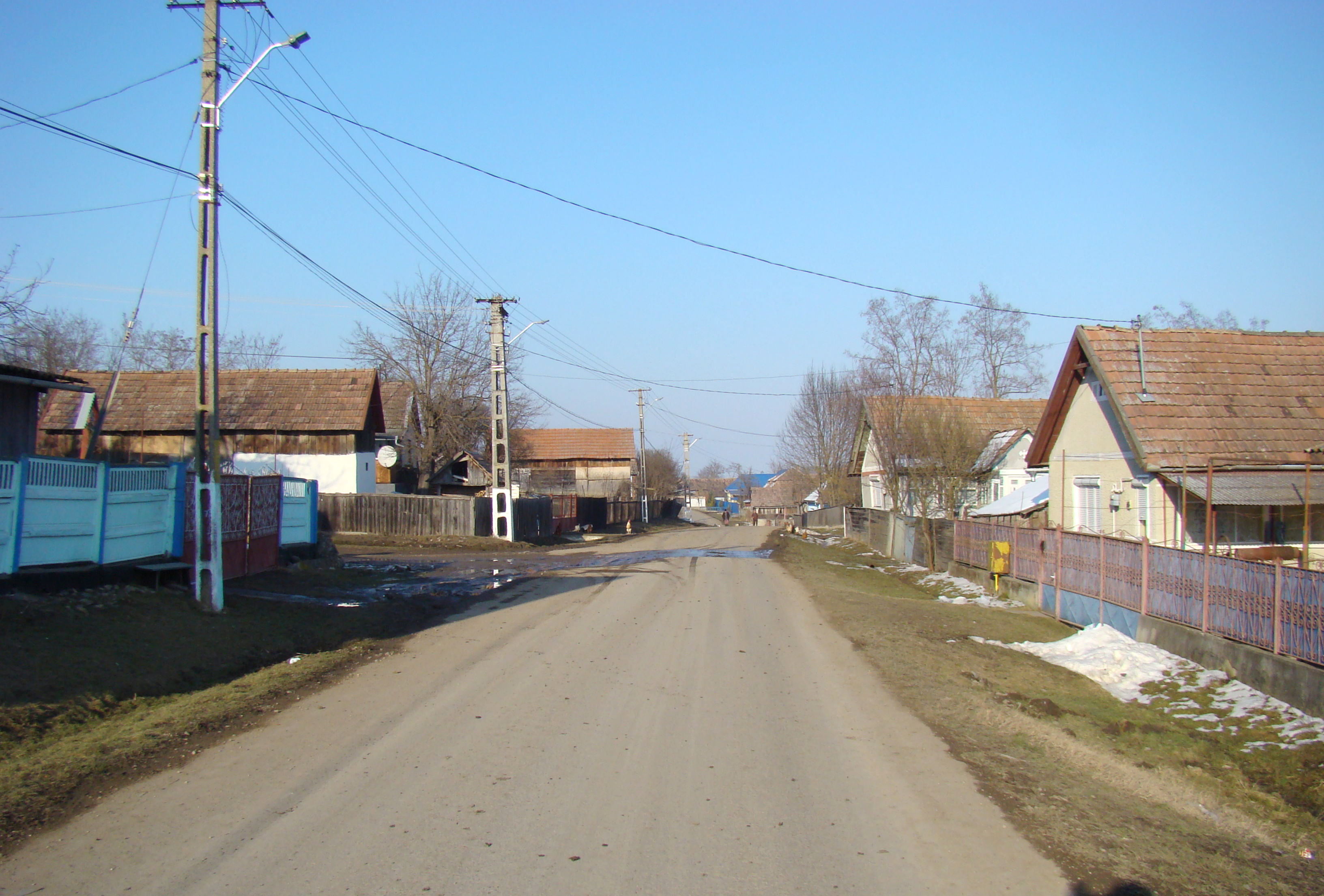
Petrilaca
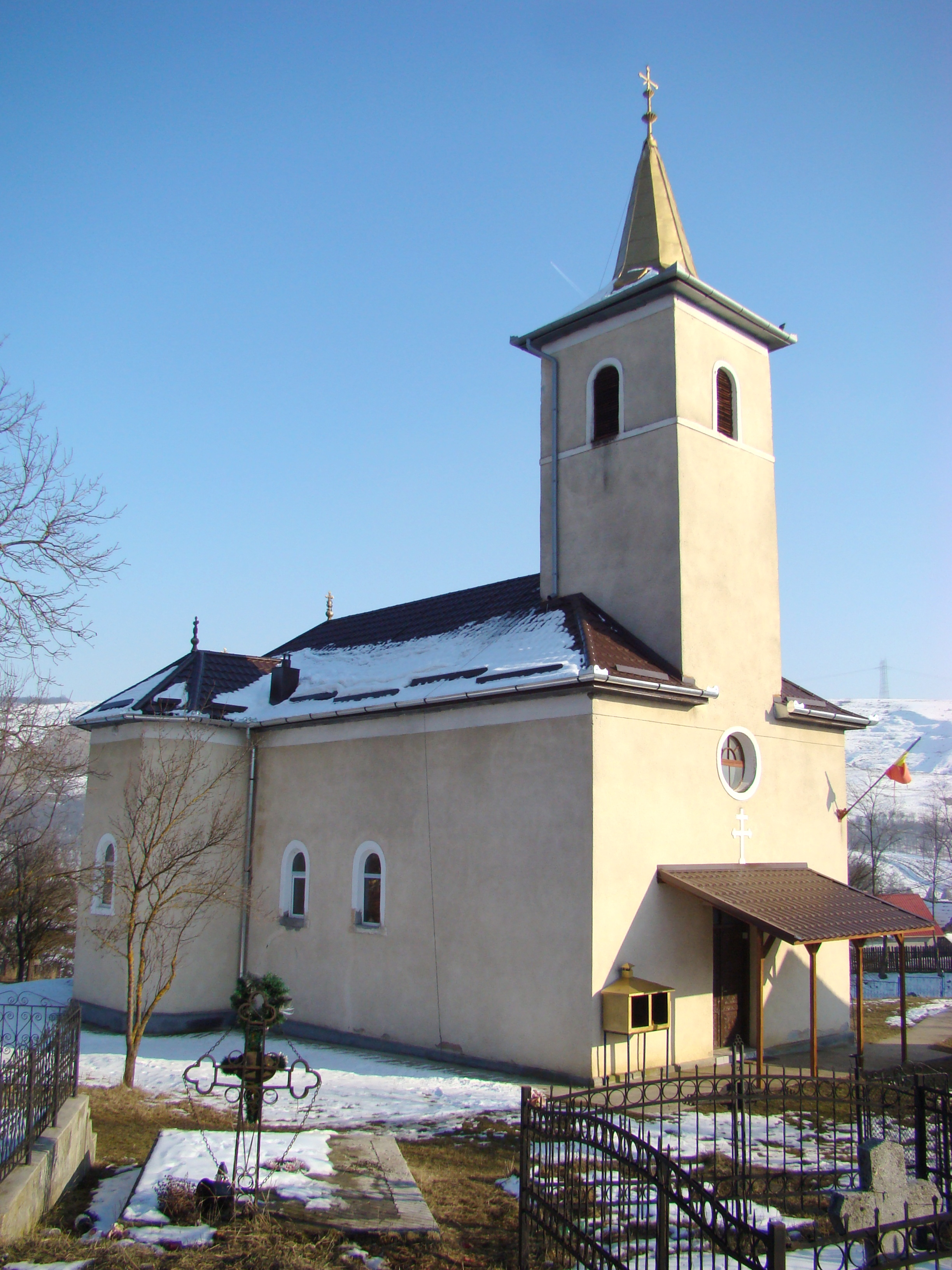
Biserica